# Victoria Stadium

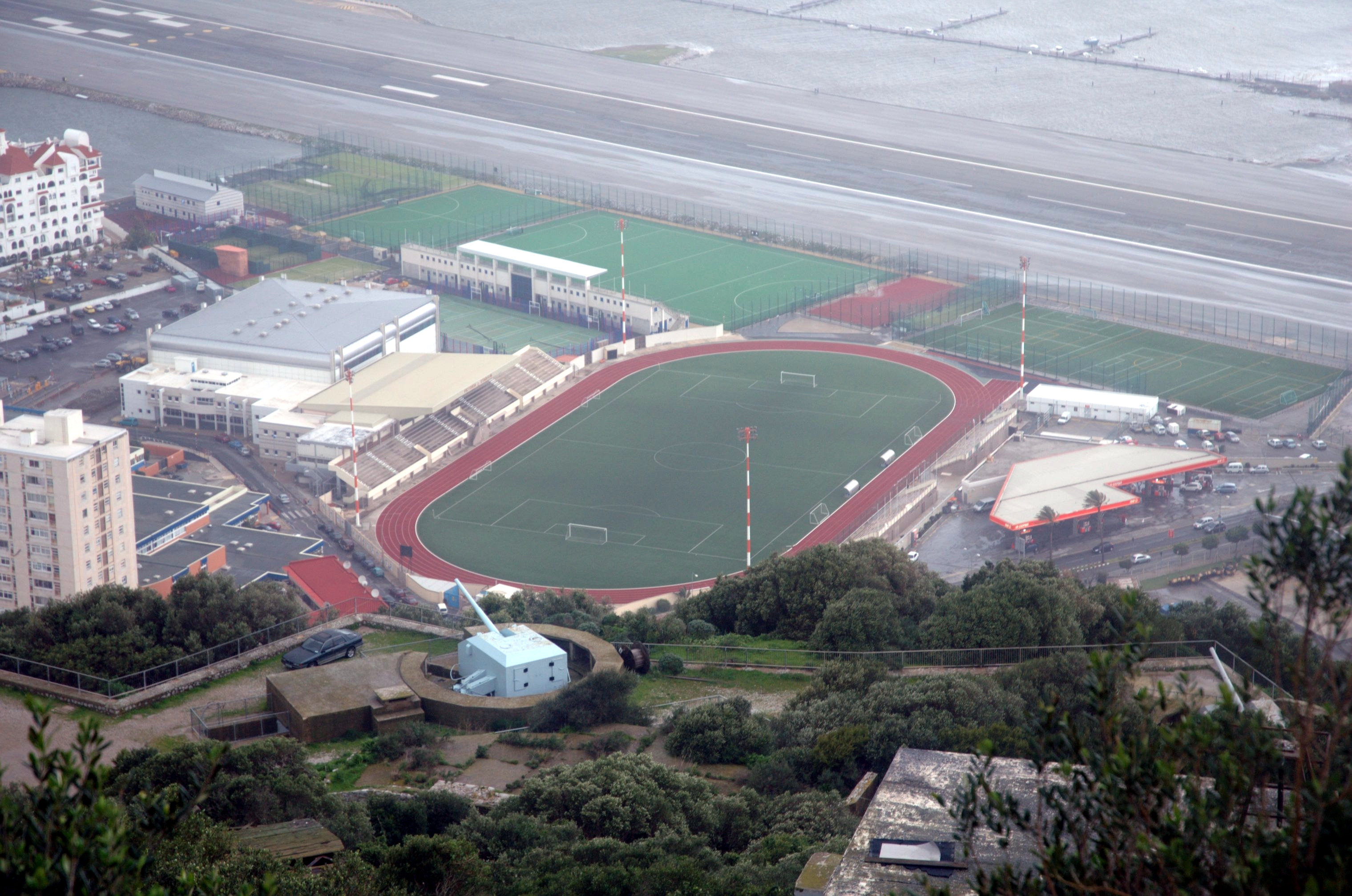
widok ze Skały Gibraltarskiej na Victoria Stadium

Victoria Stadium – stadion sportowy, znajdujący się w Gibraltarze, terytorium zamorskim Wielkiej Brytanii, przy Winston Churchill Avenue, tuż obok pasa startowego miejscowego lotniska. Stadion mieści 5 tysięcy widzów i odbywać się na nim mogą zarówno mecze piłki nożnej, jak zawody lekkoatletyczne i w innych dyscyplinach sportu.

## Charakterystyka
Stadion usytuowany jest wzdłuż osi południowo-południowy wschód – północno-północny zachód, a tylko część jego trybun, położona po zachodniej stronie, przesłonięta jest dachem. Murawa stadionu wykonana jest ze sztucznej trawy.
Właścicielem stadionu jest rząd Gibraltaru, a korzysta z niego m.in. reprezentacja Gibraltaru w piłce nożnej. W pobliżu stadionu znajdują się obiekty sportowe także innych dyscyplin sportu, m.in. takich jak tenis, pływanie, hokej na lodzie.
Przed II wojną światową na terytorium Gibraltaru znajdowały się tereny sportowe, udostępnione przez władze wojskowe około 1902 roku również cywilnym mieszkańcom. Usytuowane one były one w bezpośrednim sąsiedztwie linii granicznej z Hiszpanią w miejscu gdzie podczas II wojny światowej wybudowane zostało lotnisko. Po wojnie Stadion Wiktorii (nazwanego tak na cześć Wiktorii Mackintosh, żony miejscowego fundatora Johna Mackintosha) otwarto w czerwcu 1949 tuż obok pasa startowego. Stadion ten (wraz z obiektami do krykieta, hokeja i lekkiej atletyki) istniał do końca lat 60. XX wieku, kiedy z powodu braku dostatecznych środków na utrzymanie kompleksu sportowego przestał nadawać się do użytku. W roku 1970 wybudowano nowy Victoria Stadium, a do użytku oddano go w 1971. Trzy lata później zainstalowano na nim sztuczne oświetlenie, a w 1976 kompleks sportowy uzupełniono o obiekty do uprawiania sportów halowych; sztuczną nawierzchnię położono na stadionie po raz pierwszy w roku 1990.